# Méta-Baron (bande dessinée)
 (novembre 2015).
Pour l’article homonyme, voir Méta-Baron.
Méta-Baronest une série de bande dessinée de science-fiction faisant suite à La Caste des Méta-Barons. Prévue en huit tomes, elle est scénarisée par Jerry Frissen sur une histoire originale d'Alejandro Jodorowsky et dessinée par trois dessinateurs : Valentin Sécher (tomes 1, 2, 5 et 6), Niko Henrichon (tomes 3 et 4) et Pete Woods (tome 7).

## La série

### Histoire
Depuis que le Méta-Baron a anéanti l’Empire, les infâmes Technos-Technos ont profité du chaos pour reconstituer leur puissance. En contrôlant l’Épiphyte, le carburant des voyages interstellaires, ils sont parvenus à étendre leur domination sur toute la galaxie. Lorsqu’ils comprennent que le Méta-Baron se dirige vers Marmola, la source de l'Épiphyte, ils se tournent vers Wilhelm-100, Techno-Amiral réputé pour son invincibilité et sa cruauté. Pourra-t-il se mesurer au guerrier le plus puissant de l'univers ? Un combat de titans est sur le point de débuter…

### Contexte
La série complète est scénarisée par Jerry Frissen, sur un synopsis d'Alejandro Jodorowsky. Elle se déclinera en 4 diptyques, chacun dessiné par un artiste différent. Valentin Sécher dessine les tomes 1 et 2 tandis que Niko Henrichon se charge des deux volets suivants.
Cette série est la suite directe de La Caste des Méta-Barons, saga créée par Alejandro Jodorowsky et Juan Giménez. Le personnage du Méta-Baron est apparu pour la première fois dans L'Incal, série d'Alejandro Jodorowsky et Mœbius.

## Publications

### Albums
1. Wilhelm-100, le Techno-Amiral, Les Humanoïdes Associés, octobre 2015, scénario : Jerry Frissen - Dessins et couleurs : Valentin Sécher
2. Khonrad l'anti-Baron, 1er juin 2016, scénario : Jerry Frissen et Alexandro Jodorowsky - Dessins et couleurs : Valentin Sécher
3. Orne-8 Le Techno-Cardinal, octobre 2016, scénario : Jerry Frissen et Alexandro Jodorowsky - Dessins et couleurs : Niko Henrichon
4. Simak Le Transhumain, février 2017, scénario : Jerry Frissen et Alexandro Jodorowsky - Dessins et couleurs : Niko Henrichon
5. Rina la méta-gardienne, 25 octobre 2017, scénario : Jerry Frissen et Alexandro Jodorowsky - Dessins et couleurs : Valentin Sécher
6. Sans-Nom le Techno-Baron, 12 septembre 2018, scénario : Jerry Frissen et Alexandro Jodorowsky - Dessins et couleurs : Valentin Sécher
7. Adal le Bâtard, mai 2022, scénario : Jerry Frissen (d'après une histoire d'Alejandro Jodorowsky) - dessins : Pete Woods
8. Dargona La Proto-Gardienne, novembre 2022, scénario : Jerry Frissen (d'après une histoire d'Alejandro Jodorowsky) - dessins : Pete Woods

### Éditeur
- Les Humanoïdes Associés (série complète en 8 tomes)

### Autres séries dans le même univers
Toutes ces séries sont écrites par Alejandro Jodorowsky et publiées par Les Humanoïdes Associés. 
- La Caste des Méta-Barons avec Juan Giménez
- Castaka avec Das Pastoras
- Les Armes du Méta-Baron avec Travis Charest
- L'Incal avec Mœbius
- Avant l'Incal avec Zoran Janjetov
- Après l'Incal avec Mœbius et Ladrönn
- Final Incal avec Ladrönn
- Les Technopères avec Zoran Janjetov
- Megalex avec Fred Beltran
- Les Mystères de l'Incal, avec Christophe Quillien et Jean Annestay